# Augustinum Hipponensem
Augustinum Hipponensem è una lettera apostolica di papa Giovanni Paolo II pubblicata il 28 agosto 1986, in occasione del 1600° anniversario della conversione di sant'Agostino.

## Contenuto
Il Papa definisce il documento come "un ringraziamento a Dio per il dono fatto alla chiesa, e per essa all'umanità intera". 
Mentre analizza questo evento (capitolo I), presenta anche Agostino come un pensatore brillante, che unisce la ragione alla fede e ama la verità (capitolo II). Fa inoltre riferimento al ministero episcopale del Santo di Ippona, presentandolo come un fedele servitore della Chiesa in tempi di dispute che opposero il cattolicesimo al donatismo e al manicheismo (capitolo III). Infine, mostra l'attualità del suo insegnamento nei tempi moderni, soprattutto per i teologi, i ricercatori della verità e gli uomini di scienza (capitolo IV). Il documento si conclude con un appello a rilanciare lo studio della dottrina e del culto di Agostino.